# Le Chemin
Le Chemin| é uma comuna francesa na região administrativa de Grande Leste, no departamento de Marne. Estende-se por uma área de 6.24 km². Em 2010 a comuna tinha 53 habitantes (densidade: 8,5 hab./km²).